# Serie B 1998-1999 (calcio femminile)
L'edizione 1998-1999 è stata la trentesima edizione del campionato di Serie B femminile italiana di calcio.

## Stagione

### Novità
Il Verona è stato ammesso in Serie A e completamento organici. L'Alessandria e il Chiasiellis sono stati riammessi a completamento organici.
Variazioni prima dell'inizio del campionato:
cambi di denominazione:
- da "A.C.F. Paganese" di Pagani ad "A.C.F. Napoli" di Napoli,
- da "Pol. Tirrena" a "Pol. Tirrena Formia";

rinuncia alla Serie B:
- "Riva C.F." di Riva del Garda (14ª e retrocessa dalla Serie A), dichiarata inattiva,
- "Dop. Ferroviario Roma" (7ª classificata nel girone C della Serie B), dichiarata inattiva,
- "U.S. Filago",
- "A.C.F. Firenze",
- "A.C. Atletico Giarre",
- "A.S. Martina Franca",
- "A.S. Lux Chieti";

hanno chiesto l'iscrizione al campionato di Serie C:
- "A.S.I. Bari C.F.",
- "A.C.F. Lucca",
- "G.S. Roma C.F.".

Al posto delle società rinunciatarie la Divisione Calcio Femminile non ha ammesso alcuna squadra delle non aventi diritto, accogliendo solamente la "A.S. Cascine Vica" di Rivalta di Torino, che ha rinunciato al campionato di Serie A per iscriversi in Serie B.

### Formula
Vi hanno partecipato 44 squadre divise in quattro gironi. La prima classificata di ognuno dei quattro gironi viene ammessa ai play-off per l'assegnazione di tre promozioni in Serie A. Le ultime due classificate di ciascun girone vengono retrocesse nei rispettivi campionati regionale di Serie C.

## Girone A

### Squadre partecipanti
| Club                       | Città                | Stagione 1997-1998                |
| -------------------------- | -------------------- | --------------------------------- |
| A.C.F. Alessandria         | Alessandria          | 14º posto in Serie B/A            |
| Arezzo C.F.                | Arezzo               | 5º posto in Serie B/A             |
| A.C. CaprieVillarAlmese    | Villar Dora          | in Serie C Piemonte-Valle d'Aosta |
| A.S. Cascine Vica          | Rivalta di Torino    | 2º posto in Serie A               |
| F.C.F. Como 2000           | Como                 | in Serie C Lombardia              |
| A.C.F. Dinamo Faenza       | Faenza               | 8º posto in Serie B/B             |
| Packcenter A.C.F. Imolese  | Imola                | 2º posto in Serie B/B             |
| A.C.F. Pecetto             | Pecetto di Macugnaga | 11º posto in Serie B/A            |
| A.C. Reggiana Femminile    | Reggio nell'Emilia   | 8º posto in Serie B/B             |
| A.C.F. Sporting Segrate 92 | Segrate              | 15º posto in Serie A              |
| F.C.F. Tradate Abbiate     | Tradate              | 8º posto in Serie B/A             |
| C.F. Trecate               | Trecate              | 9º posto in Serie B/A             |

### Classifica finale
|  | Pos. | Squadra             | Pt | G  | V  | N | P  | GF | GS  | DR   |
|  | ---- | ------------------- | -- | -- | -- | - | -- | -- | --- | ---- |
|  | 1.   | Tradate Abbiate     | 55 | 22 | 18 | 1 | 3  | 62 | 17  | +45  |
|  | 2.   | CaprieVillarAlmese  | 54 | 22 | 18 | 0 | 4  | 63 | 17  | +46  |
|  | 3.   | Sporting Segrate 92 | 50 | 22 | 16 | 2 | 4  | 64 | 12  | +52  |
|  | 4.   | Como 2000           | 36 | 22 | 11 | 3 | 8  | 65 | 52  | +13  |
|  | 5.   | Trecate             | 35 | 22 | 10 | 5 | 7  | 42 | 34  | +8   |
|  | 6.   | Dinamo Faenza       | 33 | 22 | 10 | 3 | 9  | 55 | 43  | +12  |
|  | 7.   | Packcenter Imolese  | 29 | 22 | 8  | 5 | 9  | 50 | 38  | +12  |
|  | 8.   | Reggiana            | 28 | 22 | 8  | 4 | 10 | 32 | 32  | 0    |
|  | 9.   | Arezzo              | 24 | 22 | 7  | 3 | 12 | 31 | 44  | -13  |
|  | 10.  | Alessandria         | 17 | 22 | 4  | 5 | 13 | 33 | 54  | -21  |
|  | 11.  | Pecetto             | 12 | 22 | 3  | 3 | 16 | 21 | 69  | -48  |
|  | 12.  | Cascine Vica        | 4  | 22 | 0  | 4 | 18 | 11 | 117 | -106 |

Legenda:
 Ammessa agli spareggi per la promozione in Serie A
      Retrocessa in Serie C
Note:
Tre punti a vittoria, uno a pareggio, zero a sconfitta.

## Girone B

### Squadre partecipanti
| Club                            | Città                | Stagione 1997-1998                        |
| ------------------------------- | -------------------- | ----------------------------------------- |
| C.F. Belluno                    | Belluno              | in Serie C Veneto                         |
| Calcio Chiasiellis              | Chiasiellis          | 14º posto in Serie B/B                    |
| C.F. Curtatone                  | Curtatone            | 6º posto in Serie B/A                     |
| A.C. Foroni                     | Verona               | 11º posto in Serie B/B                    |
| Gordige Calcio Ragazze          | Cavarzere            | 13º posto in Serie B/B                    |
| A.C.F. Libertas Pasiano         | Pasiano di Pordenone | 10º posto in Serie B/B                    |
| U.P.C. Tavagnacco               | Tavagnacco           | 1º posto in Serie C Friuli-Venezia Giulia |
| A.C.F. Trento                   | Trento               | 6º posto in Serie B/B                     |
| Union Altavilla Tavarnelle C.F. | Altavilla Vicentina  | in Serie C Veneto                         |
| A.C.F. VeneziaJesolo            | Jesolo               | 2º posto in Serie B/B                     |
| U.S. Vigor Senigallia C.F.      | Senigallia           | in Serie C                                |
| U.S.C.F. Vittorio Veneto        | Vittorio Veneto      | 12º posto in Serie B/B                    |

### Classifica finale
|  | Pos. | Squadra                    | Pt | G  | V  | N | P  | GF | GS | DR  |
|  | ---- | -------------------------- | -- | -- | -- | - | -- | -- | -- | --- |
|  | 1.   | Foroni                     | 51 | 22 | 16 | 3 | 3  | 58 | 23 | +35 |
|  | 2.   | Trento                     | 51 | 22 | 17 | 0 | 5  | 59 | 22 | +37 |
|  | 3.   | VeneziaJesolo              | 43 | 22 | 14 | 1 | 7  | 65 | 43 | +22 |
|  | 4.   | Gordige                    | 36 | 22 | 11 | 3 | 8  | 35 | 34 | +1  |
|  | 5.   | Libertas Pasiano (-1)      | 31 | 22 | 9  | 4 | 9  | 39 | 34 | +5  |
|  | 6.   | Tavagnacco                 | 28 | 22 | 8  | 4 | 10 | 37 | 36 | +1  |
|  | 7.   | Vigor Senigallia           | 26 | 22 | 7  | 5 | 10 | 34 | 39 | -5  |
|  | 7.   | Union Altavilla Tavarnelle | 26 | 22 | 7  | 5 | 10 | 32 | 46 | -14 |
|  | 9.   | Vittorio Veneto            | 25 | 22 | 7  | 4 | 11 | 24 | 41 | -17 |
|  | 10.  | Curtatone                  | 22 | 22 | 6  | 4 | 12 | 25 | 35 | -10 |
|  | 11.  | Belluno                    | 18 | 22 | 4  | 6 | 12 | 27 | 41 | -14 |
|  | 12.  | Chiasiellis                | 17 | 22 | 4  | 5 | 13 | 16 | 57 | -41 |

Legenda:
 Ammessa agli spareggi per la promozione in Serie A
      Retrocessa in Serie C
Note:
Tre punti a vittoria, uno a pareggio, zero a sconfitta.
Il Libertas Pasiano ha scontato 1 punto di penalizzazione per una rinuncia.

### Spareggio per il primo posto
|        | Risultati |        | Luogo e data          |
| ------ | --------- | ------ | --------------------- |
| Foroni | 1 - 0     | Trento | Monza, 25 aprile 1999 |
|        |           |        |                       |

## Girone C

### Squadre partecipanti
| Club                   | Città                 | Stagione 1997-1998     |
| ---------------------- | --------------------- | ---------------------- |
| A.S. Attilia Nuoro     | Nuoro                 | 2º posto in Serie B/A  |
| G.S. Caprera           | La Maddalena          | in Serie C Sardegna    |
| A.C.F. Cicos Cabras    | Cabras                | 3º posto in Serie B/B  |
| A.C.S. Delfino         | Cagliari              | 6º posto in Serie B/B  |
| Grifo C.F. Perugia     | Perugia               | 5º posto in Serie B/B  |
| S.S. Ideal Club Incisa | Incisa in Val d'Arno  | 7º posto in Serie B/A  |
| S.S. Olbia C.F.        | Olbia                 | 10º posto in Serie B/A |
| A.C.F. Perugia         | Perugia               | 10º posto in Serie B/C |
| A.C. Piazza 96         | Castelfranco di Sotto | in Serie C Toscana     |
| Pol. Tirrena Formia    | Formia                | in Serie C Lazio       |

### Classifica finale
|  | Pos. | Squadra           | Pt | G  | V  | N | P  | GF | GS | DR  |
|  | ---- | ----------------- | -- | -- | -- | - | -- | -- | -- | --- |
|  | 1.   | Attilia Nuoro     | 47 | 18 | 15 | 2 | 1  | 48 | 13 | +35 |
|  | 2.   | Olbia             | 37 | 18 | 11 | 4 | 3  | 49 | 17 | +32 |
|  | 3.   | Delfino           | 35 | 18 | 11 | 2 | 5  | 35 | 20 | +15 |
|  | 4.   | Cicos Cabras      | 27 | 18 | 8  | 3 | 7  | 42 | 27 | +15 |
|  | 4.   | Grifo Perugia     | 27 | 18 | 8  | 3 | 7  | 24 | 22 | +2  |
|  | 6.   | Ideal Club Incisa | 24 | 18 | 7  | 3 | 8  | 27 | 27 | 0   |
|  | 7.   | Piazza 96         | 21 | 18 | 6  | 3 | 9  | 31 | 27 | +4  |
|  | 8.   | Tirrena Formia    | 18 | 18 | 5  | 3 | 10 | 22 | 42 | -20 |
|  | 9.   | ACF Perugia       | 15 | 18 | 4  | 4 | 10 | 25 | 35 | -10 |
|  | 10.  | Caprera           | 4  | 18 | 1  | 1 | 16 | 11 | 84 | -73 |

Legenda:
 Ammessa agli spareggi per la promozione in Serie A
      Retrocessa in Serie C
Note:
Tre punti a vittoria, uno a pareggio, zero a sconfitta.

## Girone D

### Squadre partecipanti
| Club                          | Città             | Stagione 1997-1998    |
| ----------------------------- | ----------------- | --------------------- |
| A.C.F. Aquile Palermo         | Palermo           | 6º posto in Serie B/C |
| Pol. Autoscuola Puccio        | Palermo           | in Serie C Sicilia    |
| CUS Cosenza C.F.              | Cosenza           | in Serie C Calabria   |
| Ass. FIAT Molinaro Mathesium  | Campobasso        | in Serie C            |
| A.S.C. Gardenia Santo Messina | Messina           | in Serie C Sicilia    |
| C.F. Gravina                  | Gravina in Puglia | 4º posto in Serie B/C |
| Pol. Libertas Cammaratese     | Cammarata         | in Serie C Sicilia    |
| Pol. Ludos                    | Palermo           | 3º posto in Serie B/C |
| A.C.F. Napoli                 | Napoli            | in Serie C Campania   |
| A.C.F. Sporting Sorrento      | Sorrento          | 16º posto in Serie A  |

### Classifica finale
|  | Pos. | Squadra                      | Pt | G  | V  | N | P  | GF | GS | DR  |
|  | ---- | ---------------------------- | -- | -- | -- | - | -- | -- | -- | --- |
|  | 1.   | Aquile Palermo               | 47 | 18 | 15 | 2 | 1  | 84 | 23 | +61 |
|  | 2.   | Ludos Palermo                | 44 | 18 | 14 | 2 | 2  | 57 | 15 | +42 |
|  | 3.   | Sporting Sorrento            | 41 | 18 | 13 | 2 | 3  | 72 | 23 | +49 |
|  | 4.   | Gravina in Puglia            | 35 | 18 | 11 | 3 | 4  | 35 | 18 | +17 |
|  | 5.   | Napoli                       | 21 | 18 | 6  | 3 | 9  | 43 | 54 | -11 |
|  | 5.   | Libertas Cammaratese         | 21 | 18 | 6  | 3 | 9  | 24 | 36 | -12 |
|  | 7.   | Gardenia Santo Messina       | 16 | 18 | 5  | 1 | 12 | 29 | 58 | -29 |
|  | 8.   | Ass. FIAT Molinaro Mathesium | 15 | 18 | 3  | 6 | 9  | 23 | 51 | -28 |
|  | 9.   | Autoscuola Puccio            | 12 | 18 | 3  | 3 | 12 | 27 | 64 | -37 |
|  | 10.  | CUS Cosenza (-1)             | 3  | 18 | 1  | 1 | 16 | 21 | 82 | -61 |

Legenda:
 Ammessa agli spareggi per la promozione in Serie A
      Retrocessa in Serie C
Note:
Tre punti a vittoria, uno a pareggio, zero a sconfitta.
Il CUS Cosenza ha scontato 1 punto di penalizzazione per una rinuncia.
L'Autoscuola Puccio è stato successivamente riammesso in Serie B a completamento organici.

## Play-off promozione

### Finali
|                 | Risultati |                 | Luogo e data            |
| --------------- | --------- | --------------- | ----------------------- |
| Tradate Abbiate | 3 - 1     | Foroni          | Tradate, 2 maggio 1999  |
| Foroni          | 0 - 0     | Tradate Abbiate | Verona, 23 maggio 1999  |
|                 |           |                 |                         |
| Attilia Nuoro   | 3 - 3     | Aquile Palermo  | Nuoro, 2 maggio 1999    |
| Aquile Palermo  | 1 - 2     | Attilia Nuoro   | Palermo, 16 maggio 1999 |
|                 |           |                 |                         |

### Finale per la terza promozione
|                | Risultati |                | Luogo e data           |
| -------------- | --------- | -------------- | ---------------------- |
| Foroni         | 4 - 0     | Aquile Palermo | Verona, 30 maggio 1999 |
| Aquile Palermo | 2 - 2     | Foroni         | Palermo, 6 giugno 1999 |
|                |           |                |                        |

## Verdetti finali
- Tradate Abbiate, Attilia Nuoro e Foroni promosse in Serie A.
- Pecetto, Cascine Vica, Belluno, Chiasiellis, Perugia, Caprera, Autoscuola Puccio e CUS Cosenza retrocesse nei rispettivi campionati regionali di Serie C.